# بی کیو (تگزاس)
بی کیو، تگزاس(به انگلیسی: Bee Cave, Texas) شهری در ایالت تگزاس از ایالات جنوبی ایالات متحده آمریکا است. در سرشماری سال ۲۰۰۰، جمعیت این شهر ۲۰۰۰ نفر اعلام شد.